# Takenoko
 (mars 2016).
Takenoko est un jeu de société créé en 2011 par Antoine Bauza et co-édité par Bombyx et Matagot.
Le jeu se joue de 2 à 4 joueurs, à partir de 8 ans, pour des parties d'environ 45 minutes.

## Thème
Le thème du jeu est de s'occuper d'un panda, cadeau de l'empereur de Chine à celui du Japon, tout en prenant soin de la bambouseraie impériale, entretenue par un jardinier. Les joueurs cultivent des parcelles de terrain, les irriguent, et y font pousser l’une des trois variétés de bambou (vert, jaune ou rose) par l’intermédiaire de ce jardinier.

## Règles du jeu[1]

### But du jeu
Takenoko est un jeu à points d'objectifs.

Les trois types d'objectifs sont :

- cultiver des parcelles d'une certaine forme et couleur

- faire pousser des bambous d'une certaine couleur, quantité et hauteur

- nourrir le panda de pousses de bambou d'une certaine couleur et quantité.
Le premier joueur à réaliser 7 objectifs déclenche la fin de partie. Celui qui compte alors le plus de points est déclaré vainqueur.

## Matériel
Le jeu se compose des éléments suivants :
- de tuiles "Parcelles" de grande taille
- de deux figurines (panda et jardinier)
- d'un dé pour décider des conditions météorologiques
- de cartes d'objectifs à remplir par les joueurs, de 3 types : parcelles, jardinier, panda
- de sections de bambous emboîtables jaunes, roses et vertes
- d'une carte Empereur
- de bûchettes de bois bleu symbolisant les canaux d'irrigation
- de tuiles "Aménagements" de petite taille, de 3 types : irrigation, engrais, enclos

## Extension
- Chibis (2015), Antoine Bauza et Corentin Lebrat

## Distinctions
Takenoko a remporté l'As d'or Jeu de l'année 2012,.

## Sources
- site internet BoardGameGeek : https://boardgamegeek.com/boardgame/70919/takenoko
- site internet Tric Trac : https://www.trictrac.net/jeu-de-societe/takenoko